# Spermophora berlandi
Spermophora berlandi är en spindelart som beskrevs av Fage 1936. Spermophora berlandi ingår i släktet Spermophora och familjen dallerspindlar.
Artens utbredningsområde är Kenya. Inga underarter finns listade i Catalogue of Life.